# Škoda Yeti
Škoda Yeti (укр. Шкода Єті), Шкода Снігова Людина  — компактний кросовер-позашляховик чеського автовиробника Škoda.

## Опис

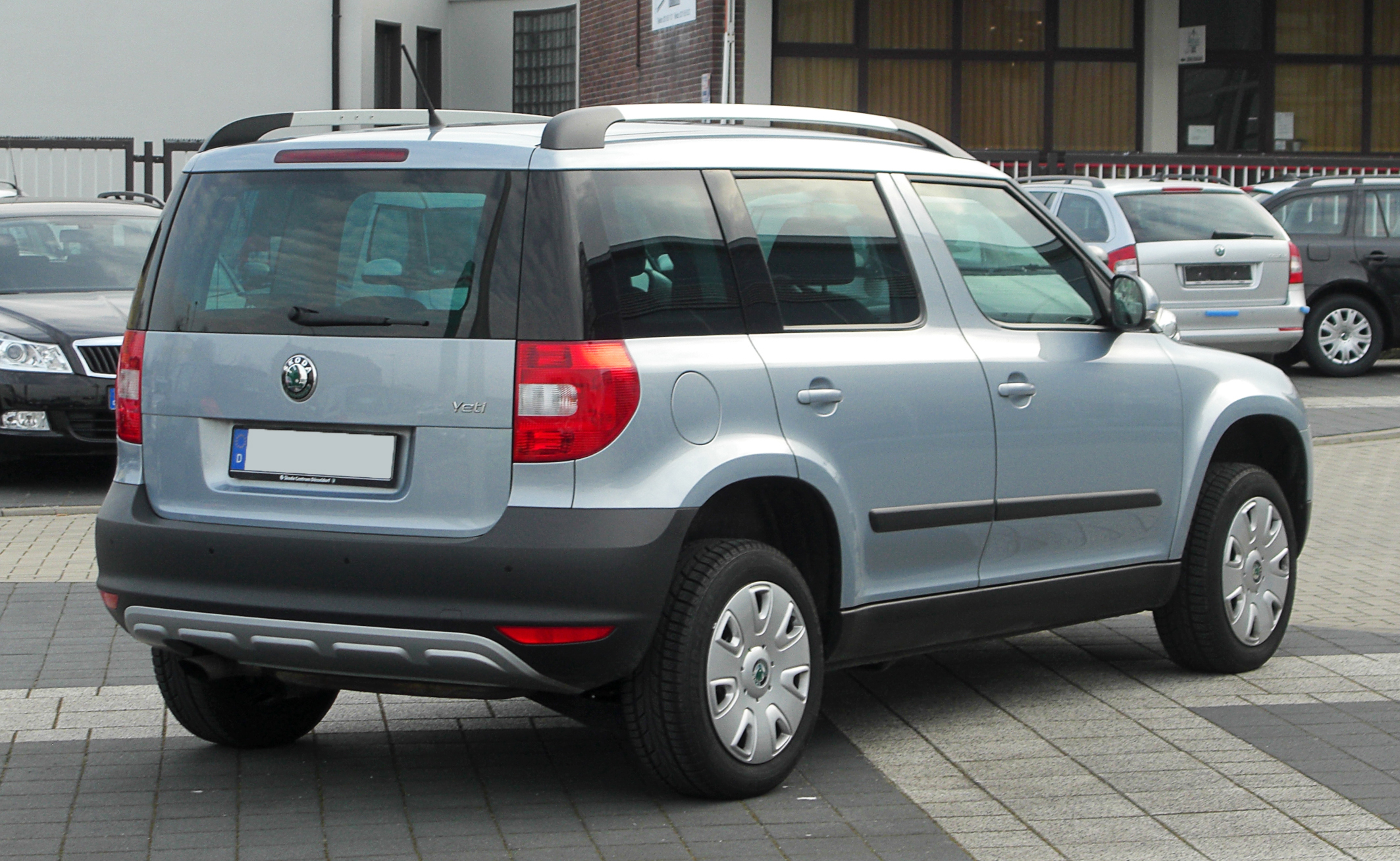
Škoda Yeti (2009—2013)

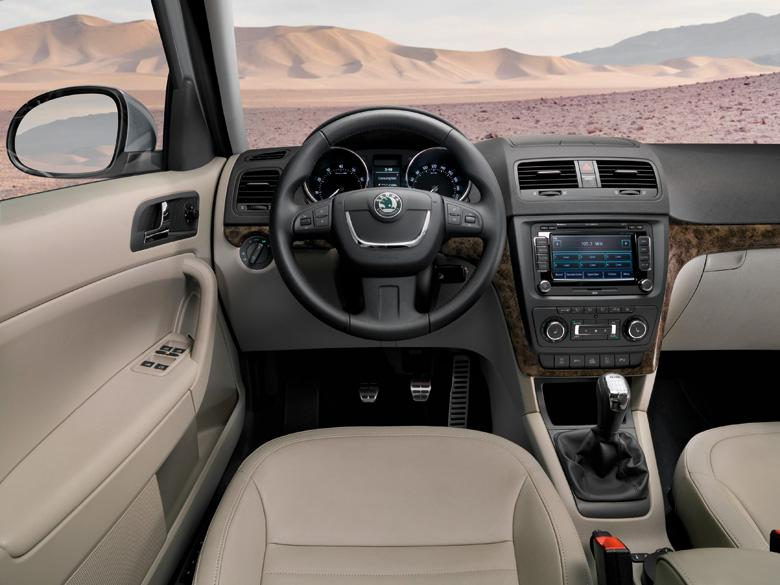
Škoda Yeti

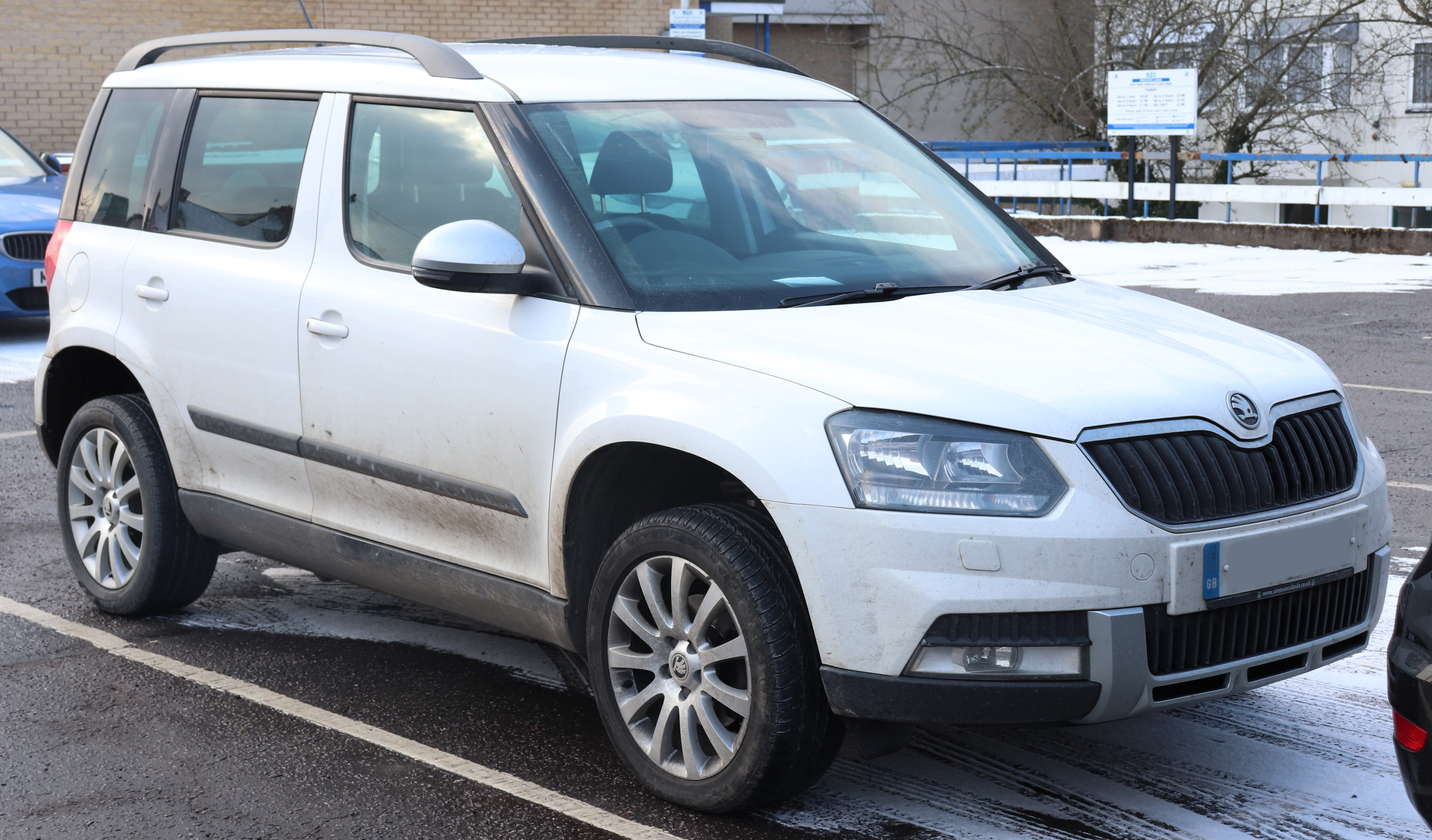
Škoda Yeti (2013—2017)

Модель була продемонстрована на автосалоні в Женеві, її виробництво почалося в 2009 році.
Skoda Yeti побудована на платформі Volkswagen A5 у версії PQ35. Найбільш близьким «родичем» кросовера можна назвати модель Škoda Octavia Scout, в порівнянні з якою новинка має збільшений до 180 мм дорожній просвіт (така величина кліренсу — межа для платформи), і Volkswagen Tiguan, з яким автомобіль має спільну платформу і двигуни.
У 2012 році у Йєті з'явився турбо двигун об'ємом 1,4 літра.
У 2013 році світ побачила рестайлінгова модель.
Екстер'єр автомобіля можна поділити на два види: City - для міста і Outdoor - для бездоріжжя. Автомобілі, що належать до групи City, оснащуються бамперами під колір кузова і захисними бічними молдингами. Yeti Outdoor відрізняються від «міських» підвищеною прохідністю, збільшеним дорожнім просвітом і захисними накладками на кузові. Передня частина обох паркетників оснащується прямокутними протитуманними фарами головного світла. Як опція доступні біксенонові фари. Задня частина автомобіля оснащується видозміненою кришкою багажника, прямокутними відбивачами і невеликою нішею для номерного знака. Автомобіль комплектується легкосплавними 16-дюймовими дисками.
У 2017 році виробник представив наступника Йєті автомобіль Škoda Karoq.

## Безпека
Активну безпеку Skoda Yeti забезпечують бі-ксенонові фари з поворотними модулями. Уникнути аварії допомагають електронні системи стабілізації: ESP, EDS, AFM, HBA DSR, ABS, MSR, EBV, ESBS і ASR. Щоб знизити ймовірність удару ззаду, при екстреному гальмуванні активується функція мигання стоп-сигналів. 

Пасивну безпеку забезпечують до дев'яти подушок безпеки, включаючи подушку безпеки для колін водія і подушки безпеки для пасажирів на задніх сидіннях, спеціальне кріплення двигуна і педалей.
| Зірки в Euro NCAP з Краш-тесту |

## Інновації
В автомобілі Skoda Yeti застосовуються сучасні технічні рішення: коробка перемикання передач DSG, інноваційна система трансформації задніх сидінь Vario Flex, панорамний дах зі зсувним люком і електричної шторкою, режим off-road, протитуманні фари з функцією кутового освітлення та багато іншого.

### Повний привід
Для підключення задньої осі використовується муфта Haldex IV покоління. За рахунок повністю електронного управління (сигнали в блок керування муфтою надходять з блоку управління двигуном, блоку управління ABS, а також від деяких датчиків систем активної безпеки) муфта забезпечує швидке підключення задньої осі. Тепер вже не потрібне пробуксовування передніх коліс для підключення задньої осі.

### Режим off-road
Цей режим використовується тільки в повнопривідних версіях Skoda Yeti. Ця інтелектуальна система працює на швидкостях до 30 км / год і включає в себе такі функції:
- Система допомоги при старті: дозволяє водієві рушити з місця в складних умовах, таких як рух на схилі, старт з важким причепом або при рушанні з місця на дорогах з м'яким і слизьким покриттям. Водій може вичавити педаль газу до максимуму, так як верхня межа обертів двигуна обмежений 2 500 оборотами в хвилину, також міняє характеристику електронної педалі акселератора, тобто робить її менш чутливою при натисканні.
- Система допомоги при спуску: запобігає блокуванню коліс під час спуску, підтримує постійну швидкість руху автомобіля. Є можливість регулювання швидкості спуску.
- Адаптація ABS до режиму off-road: у режимі off-road система ABS працює таким чином, щоб використовувати ефект клину. Колеса при гальмуванні блокуються на короткий час, таким чином збираючи перед собою ґрунт і утворюючи клин. Результатом роботи системи є ефективніше гальмування. ABS off-road працює на швидкостях до 50 км / год.
- Адаптація ASR та EDS до режиму off-road: щоб поліпшити рушання з місця на м'якій або слизькій поверхні, протипробуксовочна система ASR працює з більш високим прослизанням ведучих коліс. Для підтримки тяги автомобіля електронне блокування диференціала (EDS) працює в більш швидкому й інтенсивному режимі.

## Технічні характеристики
Загальні характеристики
| Двигун                                                              | Двигун                                                                                            |
| ------------------------------------------------------------------- | ------------------------------------------------------------------------------------------------- |
| Тип                                                                 | бензиновий, з турбонаддувом                                                                       |
| Розподільні вали                                                    | два, верхніх                                                                                      |
| Кількість циліндрів                                                 | 4                                                                                                 |
| Стандарт токсичності відпрацьованих газів                           | Euro 5                                                                                            |
| Паливо                                                              |                                                                                                   |
| Рекомендоване паливо                                                | неетилований бензин, октанове число 95/91 *                                                       |
| Ємність паливного бака                                              | 60 л                                                                                              |
| Кузов                                                               |                                                                                                   |
| Коефіцієнт лобового опору C w                                       | 0,37                                                                                              |
| Кількість пасажирських місць (включаючи водія)                      | 5                                                                                                 |
| Кількість дверей                                                    | 5                                                                                                 |
| Габаритні розміри: — довжина — ширина — висота                      | 4223 мм 1793 мм 1691 мм                                                                           |
| Кліренс                                                             | 180 мм                                                                                            |
| Колісна база                                                        | 2578 мм                                                                                           |
| Висота порога багажника                                             | 712 мм                                                                                            |
| Колія передніх / задніх коліс                                       | 1541/1537 мм                                                                                      |
| Ширина верхнього бруса кузова спереду / позаду                      | 1446/1437 мм                                                                                      |
| Висота салону спереду / позаду                                      | 1034/1027 мм                                                                                      |
| Об'єм багажного відділення мін. / макс.                             | 405/510 л **                                                                                      |
| Об'єм багажного відділення з опущеними / прибраними спинками сидінь | 1580/1760 л                                                                                       |
| Ходова частина                                                      |                                                                                                   |
| Передня вісь                                                        | McPherson з трикутними важелями і торсійним стабілізатором поперечної стійкості                   |
| Задня вісь                                                          | багатоважільна підвіска з торсійним стабілізатором поперечної стійкості                           |
| Гальмівна система                                                   | гідравлічний подвійна діагональна гальмівна система з вакуумним підсилювачем і системою Dual Rate |
| Передні гальма                                                      | дискові вентильовані механізми з плаваючим однопоршневим супортом                                 |
| Задні гальма                                                        | дискові механізми з плаваючим однопоршневим супортом                                              |
| Рульове управління                                                  | механізм рейкового типу з електромеханічним підсилювачем                                          |
| Колісні диски                                                       | 7Jx16, 7Jx17                                                                                      |
| Шини                                                                | 215/60R16, 225/50R17                                                                              |

 *  — Використання низькооктанового палива може привести до погіршення технічних характеристик двигуна. 

 **  — Залежно від положення спинки і регульованого заднього сидіння.

### Двигуни
| Двигун         | Об'єм [см³] | Тип двигуна | Потужність [к.с./кВт] при об/хв | Крутний момент [Нм] при об/хв | Розгін 0-100 км/год [с] | Швидкість максимальна [км/год] |            |            |            |
| Бензинові:     | Бензинові:  | Бензинові:  | Бензинові:                      | Бензинові:                    | Бензинові:              | Бензинові:                     | Бензинові: | Бензинові: | Бензинові: |
| -------------- | ----------- | ----------- | ------------------------------- | ----------------------------- | ----------------------- | ------------------------------ | ---------- | ---------- | ---------- |
| 1.2 TSI        | 1197        | І4          | 110 [81]/4600-5600              | 175/1400-4000                 | 10,8                    | 181                            |            |            |            |
| 1.4 TSI        | 1395        | І4          | 125 [92]/5000-6000              | 200/1400-4000                 | 10,0                    | 187                            |            |            |            |
| 1.4 TSI 4x4    | 1395        | І4          | 150 [110]/5000-6000             | 250/1500-3500                 | 8,8                     | 193                            |            |            |            |
| 1.8 TSI        | 1798        | І4          | 160/4500                        | 250/1500                      | 8,4                     | 200                            |            |            |            |
| Дизельні:      |             |             |                                 |                               |                         |                                |            |            |            |
| 1.6 TDI CR     | 1598        | І4          | 105 (77)/4400                   | 250/1500                      | 12,1                    | 176                            |            |            |            |
| 2.0 TDI CR     | 1968        | І4          | 110 [81]/3500                   | 250/1750-3000                 | 11,7                    | 180                            |            |            |            |
| 2.0 TDI CR 4x4 | 1968        | І4          | 110 [81]/3500                   | 250/1750-3000                 | 12,2                    | 175                            |            |            |            |
| 2.0 TDI CR     | 1968        | І4          | 140 [104]/3500                  | 340/1750-3000                 | 9,0                     | 199                            |            |            |            |
| 2.0 TDI CR 4x4 | 1968        | І4          | 170 [125]/4200                  | 350/1750-2500                 | 8,4(8,6)                | 201(197)                       |            |            |            |

## Зноски
1. ↑  Skoda Yeti: машина снежного человека (рос.). Журнал "Авторевю74". Архів оригіналу за 6 квітня 2012.
2. ↑  Як ми тестували Skoda Yeti 2015. automoto.ua. Архів оригіналу за 23 листопада 2016. Процитовано 23 листопада 2016.
3. ↑  Crash-Test Škoda Yeti[недоступне посилання з червня 2019] (ADAC 08/2009)
4. ↑  Технічні характеристики Skoda Yeti. Архів оригіналу за 9 травня 2010. Процитовано 11 квітня 2010.